# Paraje, Novi Meksiko

Paraje je popisom određeno mjesto u okrugu Ciboli u američkoj saveznoj državi Novom Meksiku. Prema popisu stanovništva SAD 2010. ovdje je živjelo 777 stanovnika. 

## Zemljopis
Nalazi se na 35°2′42″N 107°28′23″W / 35.04500°N 107.47306°W (35.045104, -107.472930). Prema Uredu SAD-a za popis stanovništva, zauzima 14,4 km2 površine, sve suhozemne.

## Stanovništvo
Prema podatcima popisa 2010. ovdje je bilo 777 stanovnika, 222 kućanstava od čega 161 obiteljsko, a stanovništvo po rasi bili su 2,8% bijelci, 0,3% "crnci ili afroamerikanci", 92,7% "američki Indijanci i aljaskanski domorodci", 2,2% Azijci, 0,0% "domorodački Havajci i ostali tihooceanski otočani", 0,8% ostalih rasa, 1,3% dviju ili više rasa. Hispanoamerikanaca i Latinoamerikanaca svih rasa bilo je 3,5%.